# Yves d'Évreux
 (mars 2025).

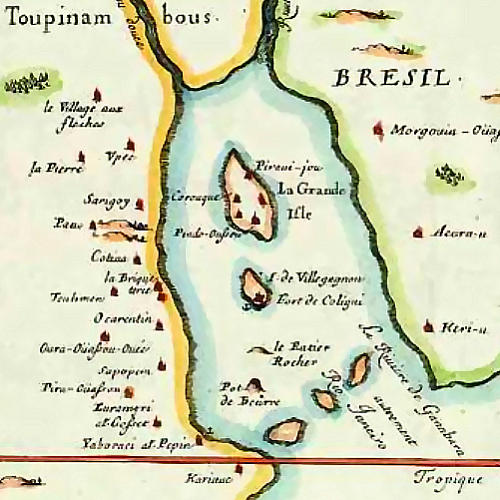
Carte de la France antarctique de 1555.
La rivière de Ganabara est aujourd'hui la baie de Guanabara, site de Rio de Janeiro et Niterói ; la Grande Isle est l'actuelle Ilha do Governador, et l'Isle de Villegagnon est toujours appelée Ilha de Villegagnon.

Simon Michellet, en religion Yves d’Évreux, né vers 1577 à Normanville et mort en 1632 ou 1633 au prieuré de Saint-Éloy, près de Gisors, est un historien et explorateur français.

## La préparation de l'expédition
Né dans des conditions plus modestes et préparé, dès l’enfance, pour la vie cénobitique, Yves d’Évreux acquit de bonne heure une réputation exceptionnelle et méritée dans la chaire. Mais, moins brillant encore que solide par les qualités de son esprit, on le regardait surtout comme propre à l’action dans les circonstances décisives ou périlleuses. Une occasion se présentant, le provincial de l'Ordre le choisit avec trois autres capucins pour aller évangéliser les Indiens du Brésil. Quelque temps après, tous quatre étaient en rade de Cancale, où l’amiral de Razilly, un hardi marin, appareillait pour l’Amérique du Sud. Le lieutenant général du roi, Daniel de La Tousche, seigneur de La Ravardière, l’âme et l’inspirateur de cette entreprise, avait obtenu effectivement d’Henri IV, vers 1605, des lettres patentes à ce sujet. Des banquiers s’entremirent pour la réunion des fonds nécessaires. Quant à l’appui moral, il résidait tout entier dans le dévouement et le cœur des religieux.

## L'expédition
Partie de Cancale dans le courant de mars 1612, la flottille de l’amiral de Razilly fut presque aussitôt assaillie en mer par une violente tempête, qui sépara ses trois vaisseaux. Ils se rallièrent sur les côtes d’Angleterre, mais, entravés dans leur marche par toutes sortes d’accidents, ils ne purent aborder au lieu de leur destination, le Maranhão, que cinq mois après leur départ. C’était un dimanche, le jour de la fête de sainte Anne, coïncidence dont les Pères se réjouirent (la mère de l’amiral portait ce nom) comme d’un augure favorable. À peine descendus à terre, leur premier soin fut, selon l’usage, d’y planter une croix en signe de prise de possession du sol au nom de Dieu et de la France. Tout l’équipage assistait, plein de foi, à la cérémonie ; officiers et matelots étaient sous les armes. Des chants remplirent l’air, on tira des salves de mousqueterie. Après les dures souffrances d’une longue et pénible navigation, la joie débordait du fond des cœurs. Aujourd’hui, à cette même place où le Père Yves, confiant dans l’avenir, entonnait en 1612 un Te Deum d’actions de grâce, s’élève la ville de São Luís do Maranhão, dont l’origine remonte à cette époque.

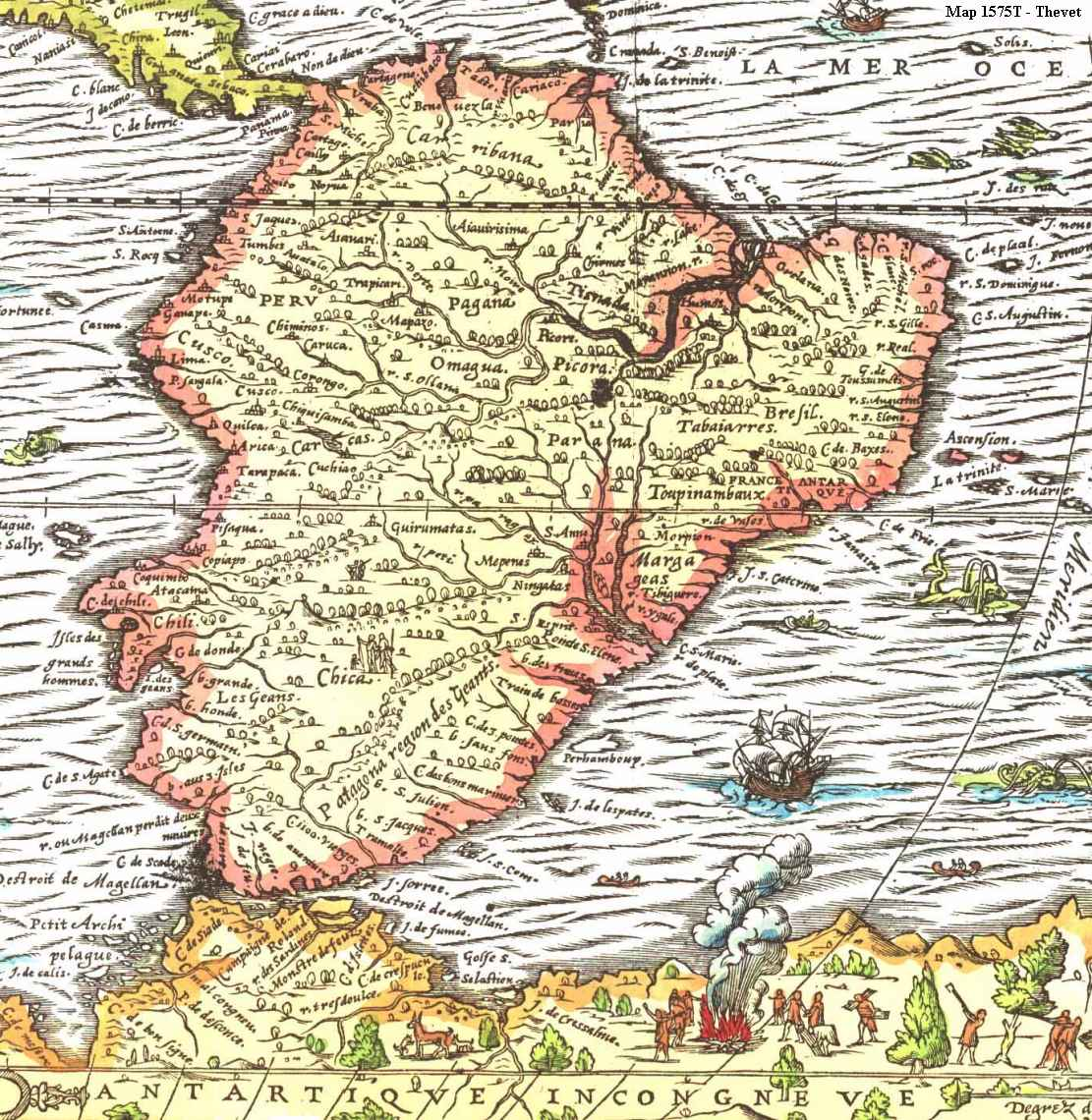
Carte de l’Amérique du Sud de 1575

Attirés par le bruit et éblouis par les ornements des religieux, une trentaine d’Indiens Tupinamba, suivait de loin du regard tout ce qui se passait. Les Tupinamba avaient alors des normes sociales et des pratiques culturelles que les Français de l'époque, du haut de leur ethnocentrisme, jugèrent diaboliques.  L’autorité militaire se hâta de construire un fort et des retranchements en règle pour assurer la sécurité et le développement de la colonie car les Français avaient à craindre une attaque de la part des Portugais, déjà établis au Brésil, et à qui la présence, non loin d’eux, portait ombrage. Un couvent et une chapelle furent, d’un autre côté, construits pour les besoins du culte et l’instruction des néophytes. Les travaux marchèrent rapidement sous la surveillance des principaux ou anciens de chaque village.
Une fois la colonie française à l’abri d’un coup de main, le général La Ravardière jugea opportun de mettre à exécution le projet qu’il avait formé, dans un précédent voyage, de remonter le fleuve des Amazones, dont le long cours n’avait guère été sillonné jusque-là que par des autochtones, sauf par quelques navigateurs intrépides, tels que Alphonse le Saintongeois et Jean Mocquet, un médecin de Henri IV. Le 8 juillet 1613, La Ravardière quitta Saint-Louis du Marahnam au bruit des canons du fort, emmenant avec lui quarante soldats, dix matelots, et, par prudence et en vue d’éventualités possibles, vingt autochtones choisis parmi les principaux de la province. Néanmoins, pendant qu’il se livrait sur les bords de l’Amazone à des explorations qui pouvaient être utiles à la France, les Pères crurent devoir le prévenir de divers événements survenus dans la province qui leur avaient donné de l’inquiétude et La Ravardière revint sur ses pas. Rentré à Saint-Louis, La Ravardière ne resta pas inactif, augmentant les moyens de défense français ainsi que le nombre des canons en position sur les remparts.

Carte du Brésil du début du XVIe siècle

Malgré cela et en dépit de ces précautions, de vagues rumeurs de guerre subsistaient toujours et deux ans s’étaient à peine écoulés depuis que la colonie française était établie au Maranhão et, loin de s’y affermir, malgré le courage et l’activité déployés, celle-ci, abandonnée à elle-même, périclitait dès les premiers mois de l’année 1614. Pour surcroît de misère, Yves d’Évreux, accablé d’ennuis et succombant, à bout d’épreuves, aux fatigues de son apostolat (il était presque perclus), avait été contraint de quitter la mission. Un autre religieux, un grand seigneur, le père Archange de Pembrokel, arrivé de France tout récemment, la dirigeait à sa place. Cependant les Portugais, sous l’impulsion du gouverneur du Brésil, Jerônimo de Albuquerque, gagnaient peu à peu du terrain, et un choc, toujours imminent, entre leurs troupes et les troupes françaises ne pouvait plus être évité. Au mois de novembre, La Ravardière, assiégé dans Saint-Louis avec sa garnison composée de deux cents Français et mille cinq cents Tapinambos, se vit bientôt réduit aux dernières extrémités de la lutte. Le 19, une sortie héroïque fut sur le point de réussir, en jetant le désordre parmi les assiégeants lorsqu'un mouvement mal exécuté et la mort du lieutenant de Pézieux la compromirent. Il fallut céder au nombre.
Les troubles au Ceará au début du XVIIe siècle amenèrent plusieurs « Tobajares », les « Miarigois » du Père Yves d'Evreux, à quitter cette région pour se retirer près de la rivière Mearim au Maranhao.

## Le récit de l'expédition
Après son retour en France dans sa cellule parisienne, la mémoire riche de faits, de souvenirs, l’esprit libre et le corps débarrassé de ses souffrances, Yves d’Évreux n’eut plus d’autre pensée que celle d’écrire l’histoire de son séjour au milieu des Indiens du Marahnam auprès desquels il avait laissé, comme pasteur spirituel, une partie de son cœur. Encouragé et soutenu par quelques amis, il entreprit aussitôt ce récit, conçu comme une suite à l’Histoire de la mission des pères Capucins en l’isle de Maragnan de Claude d'Abbeville (1614), et il le mena à terme, en moins d’un an. Outre ses descriptions géographiques, historiques et naturalistes, le récit prend appui sur certaines observations pour développer des éléments de morale chrétienne de l'époque : par exemple, il traite l'exécution d'un Tupinamba à l'expression de genre féminine baptisé juste avant sa mort (ultérieurement dénommé Tybyra do Maranhão) comme un cas édifiant sur l'homosexualité et la conversion.
Néanmoins, au mépris de ces qualités, le manuscrit du père Yves à peine imprimé, tous les exemplaires furent détruits, par ordre, à l’exception d’un seul, sauvé par l’amiral de Razilly et offert à Louis XIII. Comment expliquer les mesures de rigueur qui, après coup, s’opposèrent à la publication du livre ? Louis XIII venait d’épouser l’infante d'Espagne, Anne d’Autriche. Des courtisans, assurément trop empressés, prétendirent, peut-être sans le connaître, que le récit, pourtant si sage, si modéré, de l’historien, était susceptible dans certains passages de déplaire à la cour d’Espagne, dont, par suite des intrigues à main armée de Philippe II dépendait, depuis 1580, le Portugal. 
Cette disgrâce imméritée, qui dut affecter douloureusement le pauvre moine, explique largement pourquoi son récit a longtemps été complètement ignoré jusqu’à sa publication en 1864 d’après l’exemplaire, incomplet, conservé à la Bibliothèque nationale. Une version modernisée et partiellement abrégée est publiée en 1985, présentée et annotée par Hélène Clastres.
Pendant longtemps, l'exemplaire de la bibliothèque nationale est considéré comme unique, mais il s'est par la suite avéré, qu'au moins deux autres exemplaires avaient échappé à la destruction. Ces exemplaires sont décrits dès 1907 dans un article publié dans le Journal de la Société des américanistes. Le premier se trouve dans les collections de la bibliothèque de Chartes et présente des lacunes qui d'après l'auteur sont assez proches de l'exemplaire de Paris. Le second a appartenu à la bibliothèque personnelle d'un amateur, le docteur Court, avant d'être vendu à sa mort, en 1884, sans qu'aucune mention de son devenir ne soit faite.
L'exemplaire de Chartes disparaît lors de l'Incendie de la bibliothèque municipale de Chartres en 1944. L'exemplaire qui semble être issu de la collection du docteur Court réapparaît dans les collections de la New York Public Library au XXe siècle et fait l'objet d'une nouvelle édition en 2012. Cet exemplaire met à jour 4 des 7 feuillets qui avaient été retirés de l'édition de Paris.

## Œuvre
- Svitte de l'histoire des choses plvs memorables aduenuës en Maragan, és annees 1613. & 1614, Paris, F. Huby, 1615

## Édition moderne
- Voyage au nord du Brésil fait en 1613 et 1614 par le père Yves d'Évreux'[7].
- Voyage au nord du Brésil fait en 1613 et 1614, Éd. Hélène Clastres, Paris, Payot, 1985  (ISBN 978-2-228-13730-0)

## Source
- René Semelaigne, Yves d’Évreux ou Essai de colonisation au Brésil chez les Tapinambos de 1612 à 1614, Paris, Librairie des bibliophiles, 1887